# Tuftsyna
Tuftsyna – organiczny związek chemiczny z grupy oligopeptydów, tetrapeptyd immunologiczny zbudowany z reszt treoniny, lizyny, proliny i argininy. Jest produkowany przez śledzionę, stymuluje makrofagi i granulocyty do fagocytozy.